# Maratona de Nuuk
A maratona de Nuuk é um evento de maratona realizado anualmente na capital da Gronelândia (Nuuk). Decorre desde 1990 e atrai cerca de 350 concorrentes.

## Rota
O percurso total da maratona consiste em 21 km percorridos duas vezes.  O percurso passa por Velha Nuuk e as casas velhas no porto colonial e passa pelo distrito de Nuussuaq, Aeroporto de Nuuk e a nova área de Qinngorput, subindo algumas montanhas, antes de voltar para Nuuk.